# Championnat des Samoa de football 2018
Navigation
Édition 2016 Édition suivante
La saison 2018 du Championnat des Samoa de football est la 39e édition du championnat national, appelé la Samoa Premier League. La compétition regroupe les douze meilleures formations de l'archipel, qui s'affrontent à deux reprises, à domicile et à l'extérieur. A la fin de la saison, le dernier du classement est relégué tandis que l'avant-dernier doit disputer un barrage de promotion-relégation face aux deux premiers de First Division, la seconde division samoane.
C'est le Kiwi Football Club qui termine en tête du championnat, ne devançant le tenant du titre, Lupe o le Soaga, qu'à la faveur d'une meilleure différence de buts générale. Vaipuna SC complète le podium, à treize points du duo de tête. Il s'agit du septième titre de champion des Samoa de l'histoire du club.

## Participants
- Kiwi Football Club
- Vaivase-Tai Football Club
- Moaula United FC
- Togafuafua SC
- Vaiusu FC
- Vaipuna SC
- Adidas Soccer Club
- Vaitele Uta SC
- Moata'a FC - promu de First Division
- Vaimoso SC
- Lupe o le Soaga
- Lepea FC

## Compétition

### Classement final
Le classement est établi sur le barème de points classique (victoire à 3 points, match nul à 1, défaite à 0). 
| Rang | Équipe                    | Pts | J  | G  | N | P  | Bp  | Bc  | Diff |
| ---- | ------------------------- | --- | -- | -- | - | -- | --- | --- | ---- |
| 1    | Kiwi Football Club        | 54  | 21 | 17 | 3 | 1  | 133 | 18  | +115 |
| 2    | Lupe o le SoagaT          | 54  | 21 | 17 | 3 | 1  | 107 | 10  | +97  |
| 3    | Vaipuna SC                | 41  | 21 | 12 | 5 | 4  | 75  | 34  | +41  |
| 4    | Moaula United FC          | 39  | 21 | 11 | 6 | 4  | 78  | 34  | +44  |
| 5    | Vaitele Uta SC            | 35  | 21 | 10 | 5 | 6  | 56  | 40  | +16  |
| 6    | Vaivase-Tai Football Club | 30  | 21 | 9  | 3 | 9  | 52  | 55  | -3   |
| 7    | Lepea FC                  | 29  | 21 | 9  | 2 | 10 | 64  | 56  | +8   |
| 8    | Vaiusu FC                 | 24  | 21 | 6  | 6 | 9  | 42  | 61  | -19  |
| 9    | Moata'a FCP               | 19  | 21 | 6  | 1 | 14 | 37  | 82  | -45  |
| 10   | Togafuafua SC             | 16  | 21 | 5  | 1 | 15 | 44  | 106 | -62  |
| 11   | Adidas Soccer Club        | 4   | 21 | 1  | 1 | 19 | 14  | 137 | -123 |
| 12   | Vaimoso SC                | 0   | 11 | 0  | 0 | 11 | 6   | 75  | -69  |

|  | Qualification pour la Ligue des champions de l'OFC 2019 |
|  | Participation au barrage de promotion-relégation        |
|  | Retrogradation en deuxième division                     |
|  | T : Tenant du titre P : Club promu de First Division    |

- Vaimoso SC est exclu de la compétition après trois forfaits.

## Bilan de la saison
| Championnat des Samoa de football 2018 |                               |
| Champion                               | Kiwi Football Club (7e titre) |
| Qualifications continentales           |                               |
| Ligue des champions de l'OFC 2019      | Kiwi Football Club            |
| Promotions et relégations              |                               |
| Promus en Samoa Premier League         | Faatoia United FC             |
| Promus en Samoa Premier League         | Sogi SC                       |
| Relégués en First Division             | Adidas Soccer Club            |
| Relégués en First Division             | Vaimoso SC (exclu)            |